# 嫉妒（冠状病毒版）
〈嫉妒（冠状病毒版）〉（中文媒体常称之为〈洗手歌〉）是一首由越南醫濟部职业健康安全与环境研究院同作曲家阮克雄、歌手黎忠诚和阮明姮联合制作的歌曲，采用了2017年越南网红歌曲〈嫉妒〉的曲调，歌词内容为指导民众预防新冠肺炎的措施。 该歌一经推出，便在越南和世界多国网络走红，成为了社交网络热门话题，吸引众多年轻人跟着旋律拍摄跳舞视频。
该歌曲于2020年2月23日在YouTube上发布。这首歌曲由越南的女歌手阮明姮和男歌手黎忠诚演唱，阮克雄作词作曲，并与隶属于越南卫生部的环境与职业健康所合作，旨在指导民众采取适当的卫生习惯以预防感染2019冠状病毒病。
越南网络红人光登（音译，Quang Đăng）将这首歌配上舞蹈，上传至TikTok、YouTube等网络平台，并发起了一场“洗手舞挑战”。许多网友相应号召，纷纷拍下自己配合该曲跳舞的影片，上传网络。
美国HBO电视台的《上周今夜秀》节目中，主持人约翰·奥利弗向观众介绍了这首歌，并在节目期间多次播放。
制作方于3月11日发布新版，原曲歌词“（病毒）你来自哪里？我来自武汉”被改为“我掀起了很多波澜”，MV画面亦被替换以避免争议。
马来西亚歌手蔡恩雨和朱浩仁演唱了中文版本，名为〈洗洗洗洗手〉。中文版歌词由马来西亚音乐人李志清及宋依龄填词。